# Guvernul Potocki

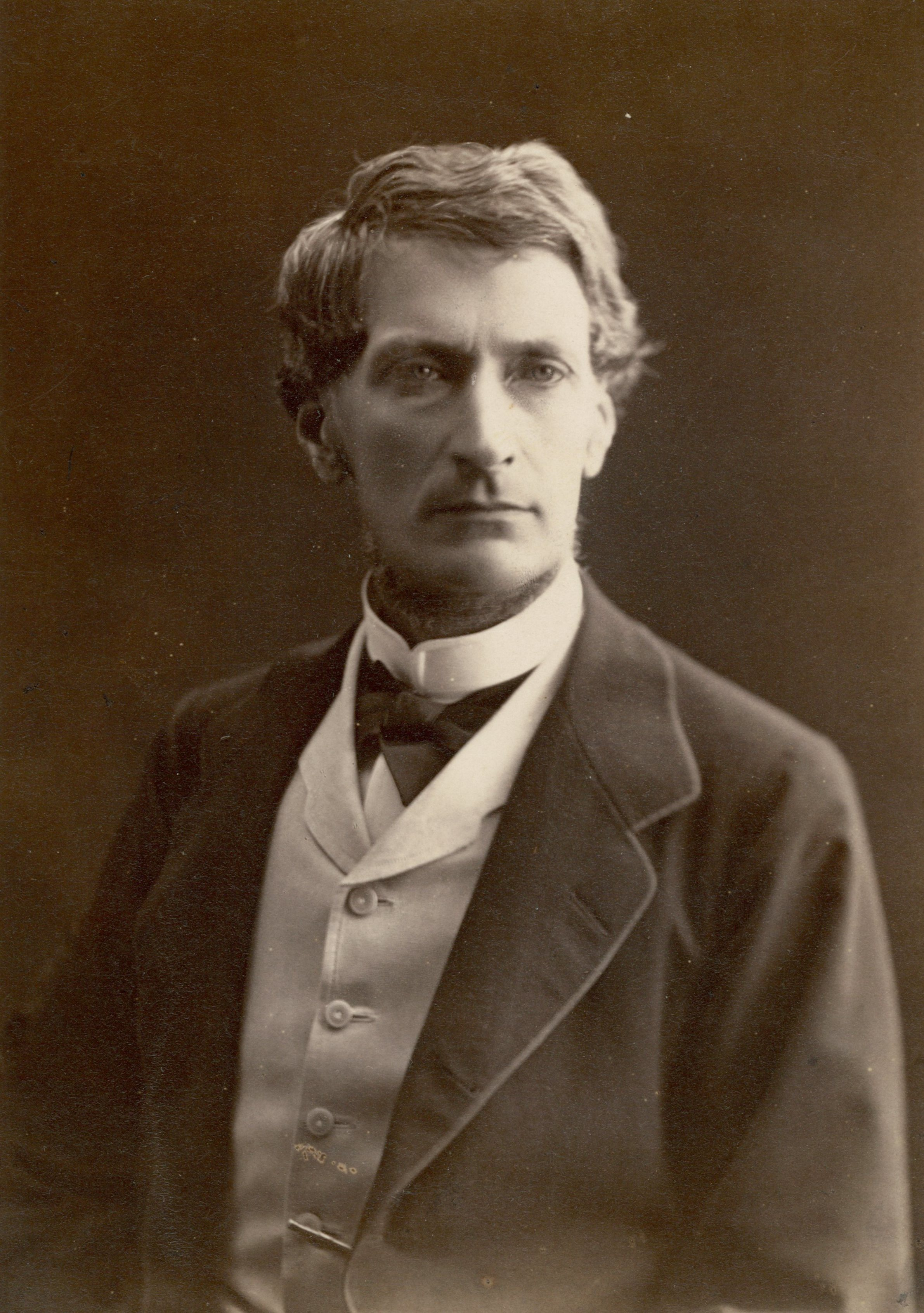
Contele Alfred Józef Potocki, care a condus guvernul austriac în perioada 12 aprilie 1870–6 februarie 1871

Guvernul Potocki (în germană Ministerium Potocki) a fost format la 12 aprilie 1870 de către prim-ministrul Alfred Józef Potocki în Cisleithania, denumirea neoficială folosită mai ales în rândul funcționarilor și juriștilor pentru a desemna partea nordică și vestică a Austro-Ungariei. Acesta a succedat guvernului Hasner și a rămas în funcție până la 6 februarie 1871, când a fost urmat de guvernul Hohenwart.
Miniștrii de externe, al războiului și al finanțelor comune nu au fost membri ai acestui cabinet. Vezi și Ministere comune imperiale și regale.
A fost singurul guvern imperial austriac care a inclus un ministru etnic român: pe baronul Alexandru Petrino din Bucovina, care a fost ministru al agriculturii în perioada 18 iunie 1870 – 6 februarie 1871. După ce guvernul Potocki, care era dominat de Partidul Federalist, a preluat puterea, Mareșal al Bucovinei a devenit Alexandru Wassilko de Serecki, și el afiliat federaliștilor.

## Miniștri
Guvernul Potocki a fost compus din următorii miniștri:
- Prim-ministru: Alfred Józef Potocki (12 aprilie 1870 – 6 februarie 1871)
- Ministru al agriculturii:
  - Alfred Józef Potocki (interimar) (12 aprilie 1870 – 18 iunie 1870)
  - Alexander von Petrino (18 iunie 1870 – 6 februarie 1871)
- Ministru al comerțului: Sisinio von Pretis-Cagnodo (interimar) (12 aprilie 1870 – 6 februarie 1871)
- Ministru al cultelor și al instrucțiunii publice:
  - Adolf von Tschabuschnigg (interimar) (12 aprilie 1870 – 28 iunie 1870)
  - Karl von Stremayr (28 iunie 1870 – 6 februarie 1871)
- Ministru al finanțelor:
  - Karl Distler (12 aprilie 1870 – 5 mai 1870)
  - Ludwig von Holzgethan (5 mai 1870 – 6 februarie 1871)
- Ministru al afacerilor interne: Eduard Taaffe (12 aprilie 1870 – 6 februarie 1871)
- Ministru al justiției: Adolf von Tschabuschnigg (12 aprilie 1870 – 6 februarie 1871)
- Ministru al apărării naționale:
  - Eduard Taaffe (12 aprilie 1870 – 5 mai 1870)
  - Victor Widmann-Sedlnitzky (5 mai 1870 – 28 iunie 1870)
  - Alfred Józef Potocki (interimar) (28 iunie 1870 – 6 februarie 1871)